# 黄秋燕
黄秋燕（1961年8月30日—），出生於北京，美籍华裔女演員，动作明星。毕业于北京什刹海体校，11岁开始学习武术。她也是著名动作明星李连杰的同门师姐、原配妻子，与李连杰生有两个女儿（李思、李苔蜜），但两人于1990年离婚，两个女儿判归女方。参演作品有《少林小子》（1984）、《南北少林》（1986）等。